# Nordfjordeid
Nordfjordeid is een plaats in de Noorse gemeente Stad, provincie Vestland. Nordfjordeid telt 2645 inwoners (2007) en heeft een oppervlakte van 2,64 km².

## Geboren
- Sophus Lie (1842-1899), wiskundige